# Tiranet imberbe septentrional
El tiranet imberbe septentrional (Camptostoma imberbe) és un ocell de la família dels tirànids (Tyrannidae).

## Hàbitat i distribució
Habita garrigues, bosc de ribera, matolls i clars del bosc de les terres baixes i turons des de Sonora, sud-est d'Arizona, sud-oest de Nou Mèxic, Zacatecas, Nuevo León i sud de Texas cap al sud a la llarga d'ambdues vessants de Mèxic, incloent les illes Marías, Hondures i Nicaragua i al vessant del Pacífic de l’oest i centre de Costa Rica.